# Alb, Rin

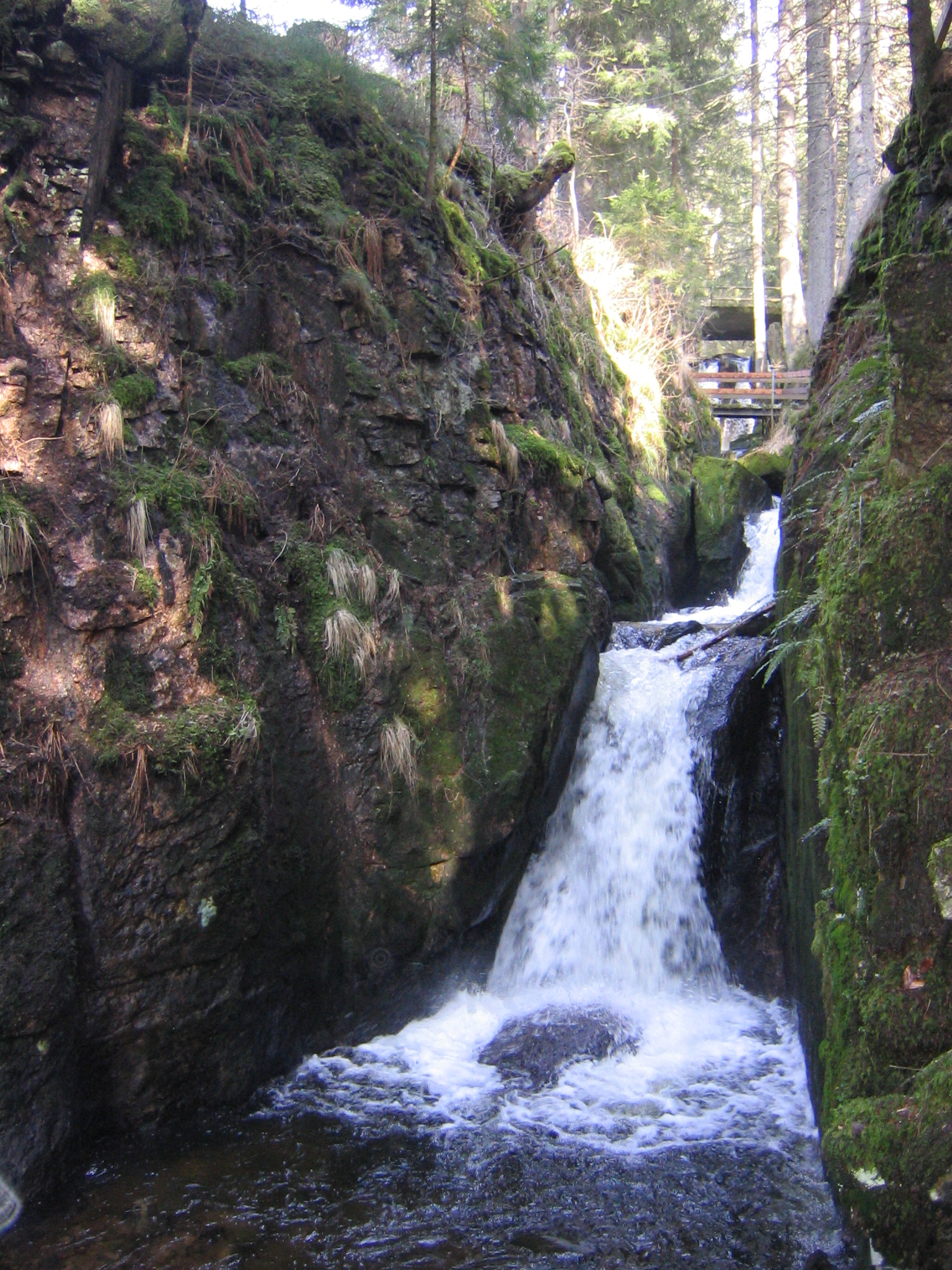
Alb, Rin

Alb este un afluent al Rinului care are izvorul în regiunea de sud din Munții Pădurea Neagră. El se formează la altitudinea de 1.347 m, prin confluența lui "Menzenschwander Alb" cu "Bernauer Alb", are o lungime de 42,8 km și se varsă la Albbruck (Germania) în Rin.
Afluenți
Ibach
Localități traversate
St. Blasien, Feldberg, Bernau, Görwihl, Dachsberg, Albbruck
Bazin de colectare
241 km²